# كأس ألمانيا 2005–06
كأس ألمانيا 2005–06 (بالألمانية: DFB-Pokal 2005/06)‏ هو الموسم 63 من كأس ألمانيا. أشرف على تنظيمه اتحاد ألمانيا لكرة القدم، وكان عدد الأندية المشاركة فيه 64، وفاز فيه بايرن ميونخ.